# 塔塔科托環礁

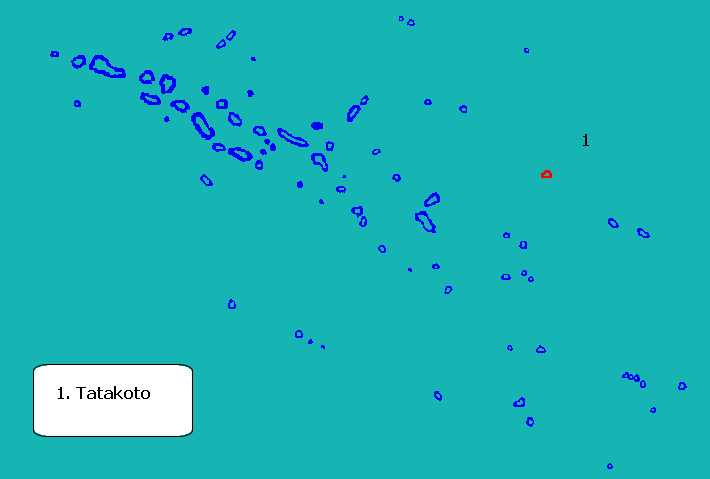
塔塔科托環礁在土阿莫土群島的位置

塔塔科托環礁（Tatakoto）是南太平洋法屬波利尼西亞的環礁，屬於土阿莫土群島的一部分，位於普卡魯阿環礁西北170公里，由同名市镇管辖，長14公里、寬3.5公里，土地面積7.3平方公里，潟湖面積20平方公里，2007年人口227。

## 外部連結
- （页面存档备份，存于）
- （页面存档备份，存于）
- Tatakoto Airport (TKV)[永久]
- Presidency of French Polynesia site
- Atoll list (in French)
- Maps （页面存档备份，存于）